# Mistrzostwa Ameryki Północnej, Środkowej i Karaibów w Piłce Siatkowej Mężczyzn 1975
IV Mistrzostwa Ameryki Północnej w piłce siatkowej mężczyzn odbyły się w 1975 roku w Los Angeles (Stany Zjednoczone). W mistrzostwach wystartowało 5 reprezentacji. Złoty medal po raz trzeci w historii zdobyła reprezentacja Kuby.

## Klasyfikacja końcowa
| Miejsce | Reprezentacja     |
| ------- | ----------------- |
|         | Kuba              |
|         | Meksyk            |
|         | Stany Zjednoczone |
| 4.      | Kanada            |
| 5.      | Haiti             |